# Carinotetraodon lorteti
Espèce
Statut de conservation UICN

 LC  : Préoccupation mineure
Carinotetraodon lorteti est une espèce asiatique de poissons d'eau douce de la famille des Tetraodontidae.

## Répartition
Ce poisson se rencontre au Cambodge, en Indonésie, en Malaisie, à Singapour, en Thaïlande et au Viêt Nam. Il n'est présent que dans les eaux calmes ou stagnantes.

## Description
Carinotetraodon lorteti peut mesurer jusqu'à 60 mm, queue non comprise.

## Systématique
Le nom valide complet (avec auteur) de ce taxon est Carinotetraodon lorteti (Tirant (d), 1885).
L'espèce a été initialement classée dans le genre Tetrodon sous le protonyme Tetrodon lorteti Tirant, 1885.
Carinotetraodon lorteti a pour synonymes :
- Carinotetraodon chlupatyi Benl, 1957
- Monotreta tiranti d'Aubenton & Blanc, 1966
- Tetraodon lorteti Tirant, 1885
- Tetraodon somphongsi Klausewitz, 1957
- Tetraodon werneri Benl & Chlupaty, 1957
- Tetrodon lorteti Tirant, 1885
- Tetrodon sompongsei Klausewitz, 1957

### Étymologie
Son épithète spécifique, lorteti, lui a été donnée en l'honneur de Louis Charles Émile Lortet (1836-1909), ami de l'auteur et médecin, botaniste, zoologiste, paléontologue, égyptologue et anthropologue français

### Publication originale
- Gilbert Tirant, « Notes sur les poissons de la Basse-Cochinchine et du Cambodge », Excursions et Reconnaissances - Cochinchine française, vol. 10,‎ 1885, p. 91-198.